# Liste der Vizegouverneure von Ontario

Amtsflagge des Vizegouverneurs von Ontario

Diese Liste führt die Vizegouverneure (engl. lieutenant governor) der kanadischen Provinz Ontario seit dem Beitritt zur Kanadischen Könfederation im Jahr 1867 auf. Ebenfalls enthalten sind die Vizegouverneure der Kolonie Oberkanada (1791–1841) und der Provinz Kanada (1841–1867). Der Vizegouverneur vertritt den kanadischen Monarchen auf Provinzebene.

## Vizegouverneure von Oberkanada
| Vizegouverneur                             | Amtszeit    |
| ------------------------------------------ | ----------- |
| John Graves Simcoe                         | 1791–1796   |
| Peter Russell                              | 1796–1799 1 |
| Peter Hunter                               | 1799–1805   |
| Alexander Grant                            | 1805–1806 1 |
| Francis Gore                               | 1806–1811   |
| Isaac Brock                                | 1811–1812 2 |
| Roger Hale Sheaffe                         | 1812–1813 2 |
| Francis de Rottenburg                      | 1813 2      |
| Gordon Drummond                            | 1813–1814 2 |
| George Murray                              | 1815 3      |
| Frederick Philipse Robinson                | 1815 3      |
| Francis Gore                               | 1815–1817   |
| Samuel Smith                               | 1817–1818 3 |
| Peregrine Maitland                         | 1818–1828   |
| John Colborne, 1. Baron Seaton             | 1828–1836   |
| Francis Bond Head                          | 1836–1838   |
| George Arthur, 1. Baronet                  | 1838–1839   |
| Charles Poulett Thomson, 1. Baron Sydenham | 1839–1841   |

1 Administrator

2 Militärischer Administrator während des Britisch-Amerikanischen Kriegs

3 provisorisch

## Vizegouverneure der Provinz Kanada
Außer John Clitherow waren die Vizegouverneure zugleich Generalgouverneure
| Vizegouverneur                      | Amtszeit    |
| ----------------------------------- | ----------- |
| John Clitherow                      | 1841        |
| Richard Downes Jackson              | 1841–1842 1 |
| Charles Bagot                       | 1842–1843   |
| Charles Metcalfe, 1. Baron Metcalfe | 1843–1845   |
| Charles Cathcart, 2. Earl Cathcart  | 1845–1847   |
| James Bruce, 8. Earl of Elgin       | 1847–1854   |
| Edmund Walker Head                  | 1854–1861   |
| Charles Monck, 4. Viscount Monck    | 1861–1866   |

1 Administrator

## Vizegouverneure von Ontario
| Vizegouverneur             | Amtszeit                                |
| -------------------------- | --------------------------------------- |
| Henry William Stisted      | 1. Juli 1867 – 14. Juli 1868            |
| William Pearce Howland     | 15. Juli 1868 – 11. November 1873       |
| John Willoughby Crawford   | 12. November 1873 – 13. Mai 1875        |
| Donald Alexander Macdonald | 18. Mai 1875 – 30. Juni 1880            |
| John Beverley Robinson     | 1. Juli 1880 – 31. Mai 1887             |
| Alexander Campbell         | 1. Juni 1887 – 24. Mai 1892             |
| George Airey Kirkpatrick   | 30. Mai 1892 – 7. November 1896         |
| Casimir Gzowski 1          | 7. November 1896 – 18. November 1897    |
| Oliver Mowat               | 18. November 1897 – 19. April 1903      |
| William Mortimer Clark     | 21. April 1903 – 21. September 1908     |
| John Morison Gibson        | 22. September 1908 – 26. September 1914 |
| John Strathearn Hendrie    | 2. Oktober 1914 – 20. November 1919     |
| Lionel Herbert Clarke      | 1. Dezember 1919 – 29. August 1921      |
| Henry Cockshutt            | 10. September 1921 – 12. Januar 1927    |
| William Donald Ross        | 12. Januar 1927 – 25. Oktober 1931      |
| William Mulock 1           | 25. Oktober 1931 – 1. November 1932     |
| Herbert Alexander Bruce    | 1. November 1932 – 23. November 1937    |
| Albert Edward Matthews     | 23. November 1937 – 26. Dezember 1946   |
| Ray Lawson                 | 26. Dezember 1946 – 18. Februar 1952    |
| Louis Orville Breithaupt   | 18. Februar 1952 – 30. Dezember 1957    |
| John Keiller MacKay        | 30. Dezember 1957 – 1. Mai 1963         |
| William Earl Rowe          | 1. Mai 1963 – 4. Juli 1968              |
| William Ross Macdonald     | 4. Juli 1968 – 10. April 1974           |
| Pauline Mills McGibbon     | 10. April 1974 – 15. September 1980     |
| John Black Aird            | 15. September 1980 – 20. September 1985 |
| Lincoln Alexander          | 20. September 1985 – 11. Dezember 1991  |
| Hal Jackman                | 11. Dezember 1991 – 24. Januar 1997     |
| Hilary Weston              | 24. Januar 1997 – 7. März 2002          |
| James Bartleman            | 7. März 2002 – 5. September 2007        |
| David Onley                | 5. September 2007 – 23. September 2014  |
| Elizabeth Dowdeswell       | 23. September 2014 – 14. November 2023  |
| Edith Dumont               | 14. November 2023 – amtierend           |

1 interimistisch